# 火星熔岩管

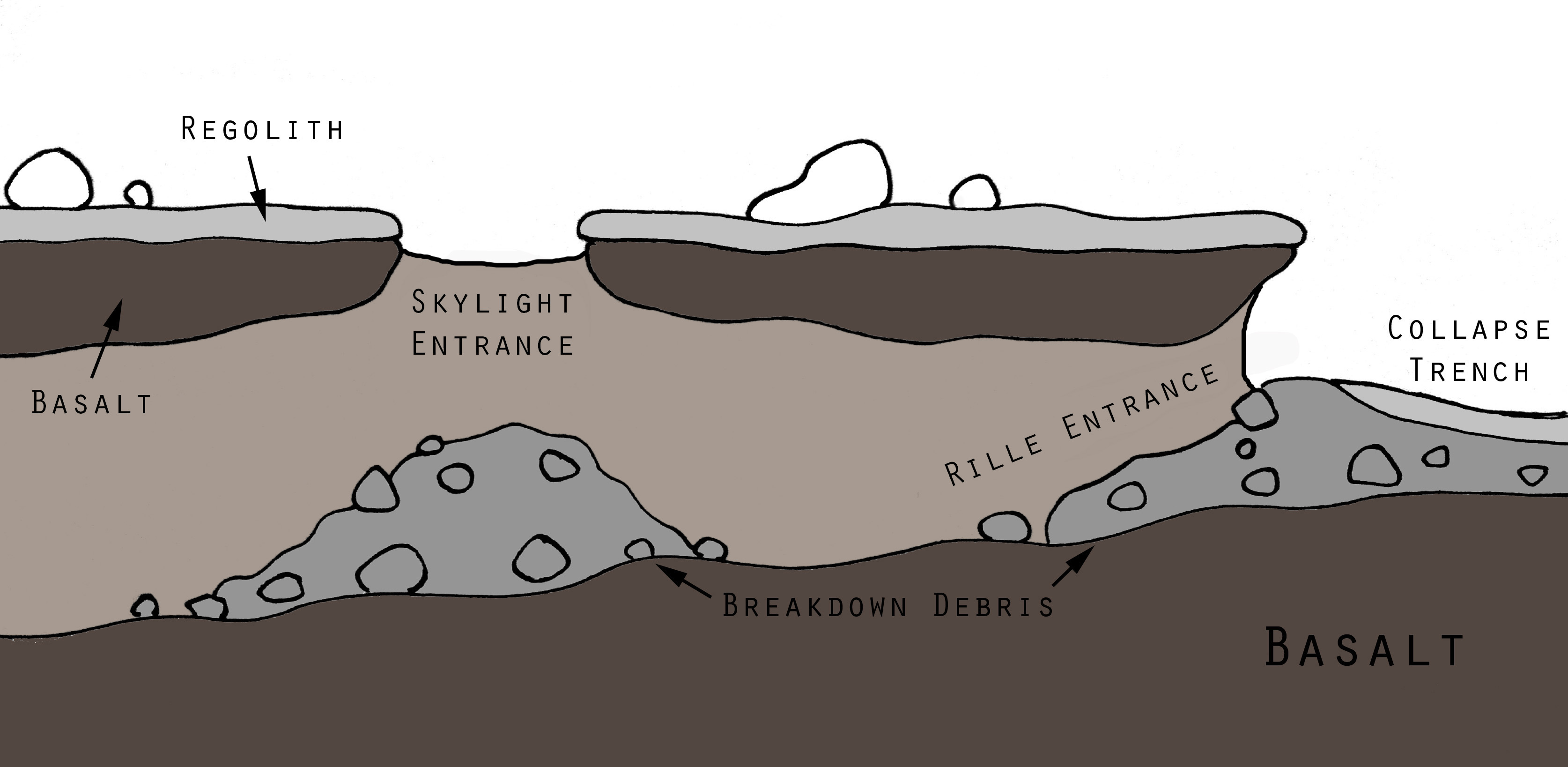
带天窗火星熔岩管的纵剖面图

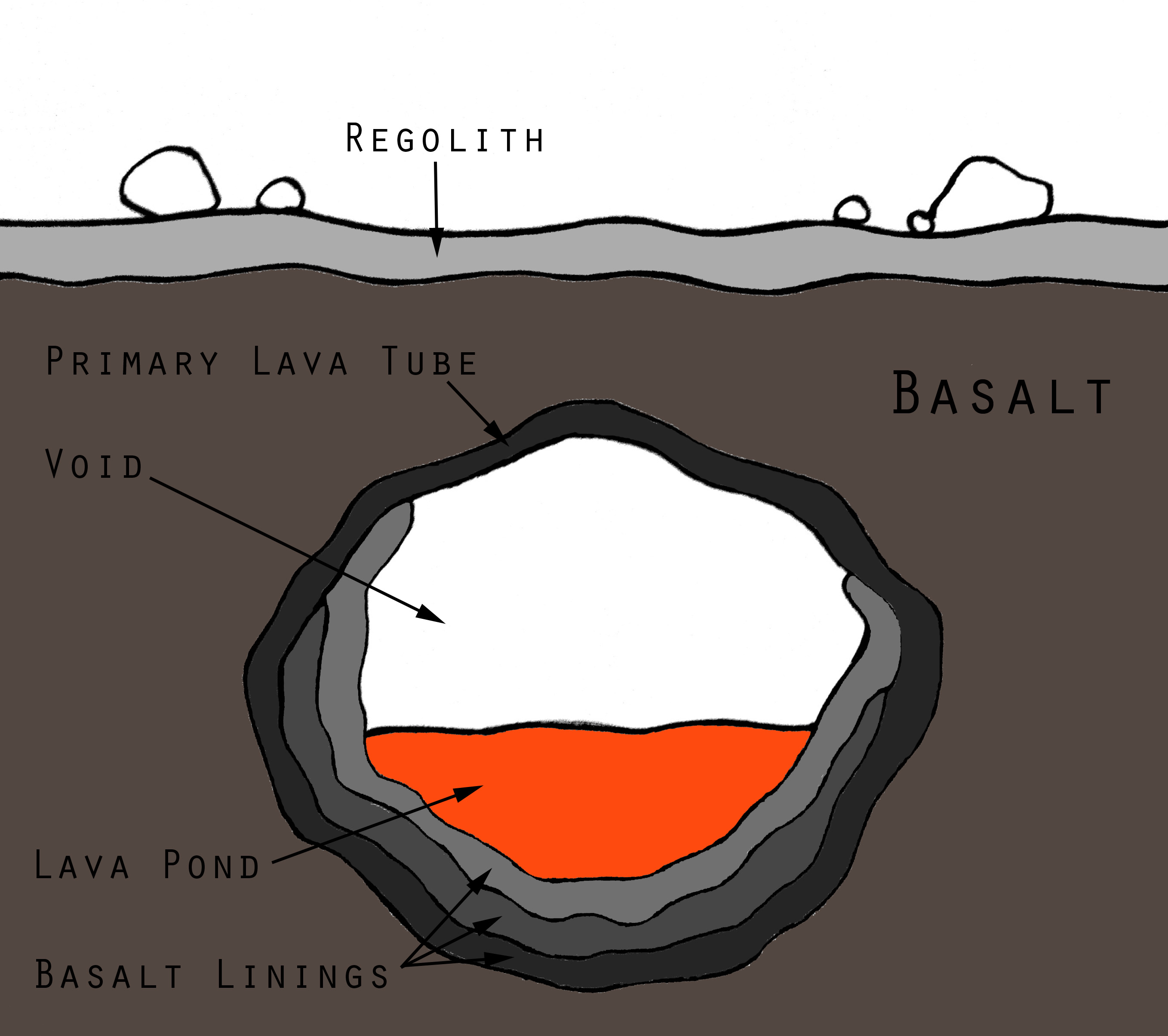
火星熔岩管的横截面图

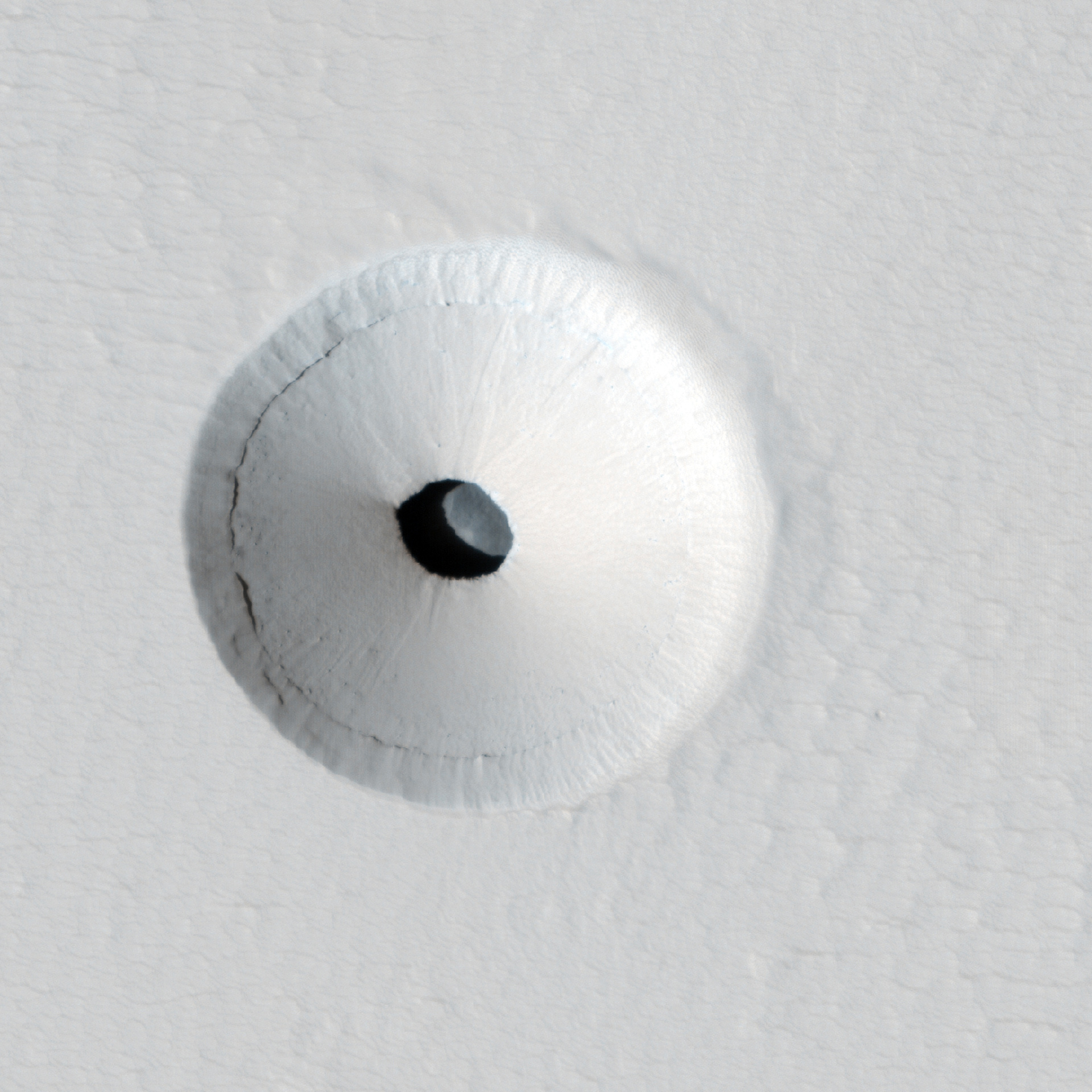
高分辨率成像科学设备拍摄的火星帕弗尼斯火山上熔岩管天窗口。

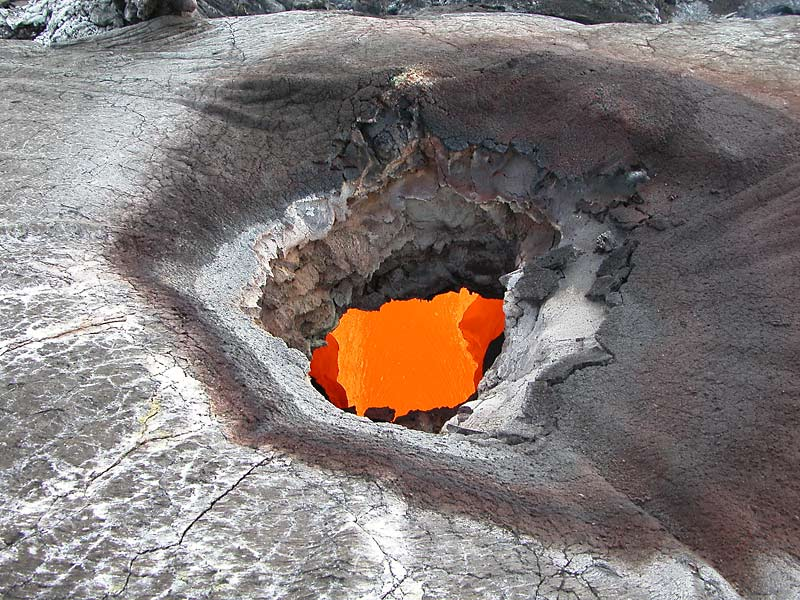
夏威夷大岛上与基拉韦厄火山库希奥·卡拉尼亚纳奥莱王子熔岩流有关的熔岩管顶部的牵牛花天窗。

火星熔岩管（Martian lava tubes）是火星上的火山洞穴，据信是由与盾状火山活动有关的玄武岩熔岩流快速流动而形成。当熔岩通道的外表面冷却得更快并在地下熔岩流上形成一层硬化外壳时，通常就会形成熔岩管。熔岩流淌最终停止并从管道中排出，在地表下数米深处留下一段管状的空隙空间，熔岩管通常与流动性极强的绳状熔岩有关。火星上的重力约为地球的38%，相比之下火星的熔岩管要大得多。

## 检测和探访
熔岩管和相关流动结构最初是通过检查海盗号轨道器图像时所识别出的，后来通过来自2001火星奥德赛号、火星全球探勘者号、火星快车和火星勘测轨道飞行器等所拍摄的图像进行了确认。熔岩管可通过两种方式进行视觉检测，第一种是被称为月溪的蜿蜒长槽，据信是坍塌熔岩管的残迹。第二种可能的识别方法是通过观察洞穴“天窗”或陷坑来判别，它们在火星表面呈为黑色、近乎圆形的特征。2010年6月，加利福尼亚科顿伍德常青中学的一群七年级理科生参加了火星学生影像项目，通过识别一座估计为190×160米宽、至少115米深的天窗，帮助研究人员在帕弗尼斯山附近发现了一系列新的熔岩管，这是已知第二座与该火山有关的天窗。除轨道图像外，还可以通过以下方式检测熔岩管：
- 透地雷达
- 重力分析
- 磁场测量
- 地震仪
- 大气效应
- 光学雷达
- 红外线
- 人类或机器人探索[3]

人们对熔岩管的识别和调查越来越感兴趣，因为它们可以向科学家提供有关行星地质、古水文和假定生物的历史信息。在谈到月球熔岩管时，太空机器人技术公司首席执行官威廉·“莱德”·惠特克（William "Red" Whittaker）博士表示，“熔岩管的独特之处在于，它们是一处集科学、探索和资源于一体的目的地”。可通过进入月溪尽头、穿过天窗，或在熔岩管顶部钻孔或爆破进入未坍塌的熔岩管中。初次探索熔岩管可能需要探测车，但会面临艰巨的挑战。传统天窗的正下方会有大块碎石堆（如首幅图所示），这对探测车来说是一个障碍。还得考虑探测车必须执行的垂直下降，以及探测车与停留在表面或轨道上的设备保持通信的能力。

### 熔岩管环境
火星上的重力约为地球的38%，相比之下，火星熔岩管要大得多。熔岩管是直接观察原始基岩的最佳地点，在那里可找到火星地质、古水文以及可能的生物史等关键信息。由于缺乏磁场以及比地球稀薄100倍的大气层，火星表面经历了极端的温度波动，并受到大量的电离辐射。稀薄的大气层也使火星更容易散失热能，因此，赤道附近的温度在夏季白天可在达到摄氏21度（华氏70度），但在夜间又会骤降至摄氏-73度（华氏-99度）。而火星地下的条件则比地表上要温和得多，这使得研究人员相信，如果火星上确实存在（或存在过）生命，那么很可能会在这些更宜居的环境中被发现。生命形式不仅可免受表面高温和紫外线辐射的影响，还可免遭风暴和表岩屑尘埃的干扰。火星熔岩管可能会留住挥发成分，例如被认为对生命至关重要的水，还可能含有古老的冰层，因为冷空气可以聚集在熔岩管中并保持稳定的温度。发掘这些储层可能会为火星古气候学和天体生物学历史有深刻的了解。

## 火星生命的可能性
火星熔岩管的发现对过去或现在可能的火星生命有影响。
火星和地球的磁场和气候史截然不同，这将极大地决定这两种生物圈的演化。大约40亿年前，火星发电机在所提议的时期后关闭，当时存在着一座持久的诺亚纪海洋，并且火星表面可能存在生命。太阳粒子突然而强烈的增加消除了大气和水文保护，导致火星大气层变薄，液态水从表面退去。此时，生命可能已经在地下环境中找到了庇护，比如熔岩管。
许多生物体可能存活在地下，例如化能无机营养生物和岩石自养生物，以及某些如嗜盐菌或嗜冷菌等嗜极生物。地球上发现了在接近冰点温度和极低氧环境中繁衍生息的微生物，这让研究人员相信，有机体可以生活在类似的极端环境中，比如火星上温度较低、氧气较少的环境。熔岩管中发现的火山矿物可为化能合成有机体提供丰富的营养来源。科学家们也对获取火星熔岩管感兴趣，因为它们可以深入了解地球上生命产生的过程，因为火星上的地质岩石记录保存得更好。

## 未来人类居住
通过为栖息地提供庇护，熔岩管内以及其他的地下洞穴，可能被证明是未来载人火星任务的最佳地点。这些天然洞穴的屋顶估计有数十米厚，可提供免受地表极端条件影响的保护。栖息地将免受太阳辐射、微流星体、极端温度变化（据信熔岩管中的环境温度稳定）、风和表岩屑沙尘暴的影响，这些都可能会对人类健康和技术构成威胁。这些天然掩体还将减少载人任务着陆的有效载荷量，这在经济上也非常有益。

## 另请查看
- 熔岩管
- 月球熔岩管
- 火星洞穴项目